# Parafia św. Katarzyny w Braniewie
Parafia św. Katarzyny w Braniewie – rzymskokatolicka parafia w Braniewie, należąca do archidiecezji warmińskiej i dekanatu Braniewo. Została utworzona około 1243. Kościół parafialny jest budowlą gotycką wybudowaną w latach 1343–1442. Kościół i plebania położone w centrum miasta (przy ul. Katedralnej).

## Historia i działalność
Utworzenie parafii Świętej Katarzyny w Braniewie stało się możliwe po odbudowaniu z ruin kościoła św. Katarzyny w latach 1979–1982 za sprawą księdza Tadeusza Brandysa. Jako pierwszą mszę, po dźwignięciu z ruin, odprawiono tu pasterkę pamiętnego roku 1981 (w stanie wojennym). Uroczyste poświęcenie kościoła miało miejsce 21 maja 1982.
Do parafii św. Katarzyny należy ok. 7500 wiernych. Działają tu róże różańcowe, jest grupa modlitewna, grupa młodzieżowa, schole – dziecięca i młodzieżowa, Krąg Biblijny i Domowy Kościół. Jest nawet parafialna orkiestra, która występuje przy każdej możliwej okazji.